# 蒋烽
蒋烽（1970年11月—），江苏南通人，中华人民共和国外交官，曾任中华人民共和国驻尼日尔共和国特命全权大使，现任中华人民共和国驻非洲联盟使团团长兼驻联合国非洲经济委员会代表。

## 生平
1992年，进入中华人民共和国外交部工作，先后在外交部西亚北非司、驻毛里塔尼亚大使馆、外交部干部司、驻突尼斯大使馆任职。2013年，任驻法国大使馆参赞。2018年，任外交部西亚北非司参赞。2019年，升任外交部西亚北非司副司长。2021年8月，出任中华人民共和国驻尼日尔大使。2025年5月，自驻尼日尔大使离任。7月，出任中华人民共和国驻非盟使团团长兼驻联合国非洲经济委员会代表。